# Фундаментальный класс
Фундаментальным классом, или ориентацией, называется гомологический класс ориентированного многообразия, который соответствует «целому многообразию».  Интуитивно фундаментальный класс можно себе представить как сумму симплексов максимальной размерности подходящей триангуляции многообразия.
Фундаментальный класс многообразия {\displaystyle M} обычно обозначается {\displaystyle [M]}.

## Определение

### Замкнутое ориентируемое многообразие
Если многообразие {\displaystyle M} размерности {\displaystyle n} является связным ориентируемым и замкнутым, то {\displaystyle n}-я группа гомологий является бесконечной циклической: {\displaystyle H_{n}(M,\mathbb {Z} )\cong \mathbb {Z} }. 
При этом ориентация многообразия определяется выбором порождающего элемента группы или изоморфизма {\displaystyle \mathbb {Z} \to H_{n}(M,\mathbb {Z} )}. Порождающий элемент называется фундаментальным классом.
Если ориентируемое многообразие {\displaystyle M=\bigcup \limits _{i}M_{i}} является несвязным, 
то в качестве фундаментального класса формально можно сопоставить сумму {\displaystyle \sum \limits _{i}[M_{i}]}  фундаментальных классов всех его связных компонент {\displaystyle M_{i}}. 
Сопоставление формально, поскольку эта сумма не является порождающим элементом для группы 
{\displaystyle H_{n}(M,\mathbb {Z} )=\bigoplus \limits _{i}H_{n}(M_{i},\mathbb {Z} )=\mathbb {Z} \oplus \dots \oplus \mathbb {Z} }.

### Неориентируемое многообразие
Для неориентируемого многообразия группа {\displaystyle H_{n}(M;\mathbb {Z} )=0}, 
если при этом {\displaystyle M} является связным и замкнутым, 
то {\displaystyle H_{n}(M;\mathbb {Z} _{2})=\mathbb {Z} _{2}}. 
Порождающий элемент группы {\displaystyle H_{n}(M;\mathbb {Z} _{2})} 
называется фундаментальным классом неориентируемого многообразия {\displaystyle M}.
{\displaystyle \mathbb {Z} _{2}}-фундаментальный класс многообразия используется при определении чисел Штифеля — Уитни.

### Многообразие с краем
Если {\displaystyle M} является компактным ориентируемым многообразием с краем {\displaystyle \partial M}, то {\displaystyle n}-я относительная группа гомологий является бесконечной циклической:  {\displaystyle H_{n}(M,\partial M)\cong \mathbb {Z} }. Порождающий элемент группы {\displaystyle H_{n}(M,\partial M)} называется фундаментальным классом многообразия с краем.

## Двойственность Пуанкаре
Главный результат гомологической теории многообразий составляет двойственность Пуанкаре между группами гомологий и когомологий многообразия. Соответствующий изоморфизм двойственности Пуанкаре
{\displaystyle D:H^{k}(M;\mathbb {Z} )\to H_{n-k}(M;\mathbb {Z} )} (для ориентируемого)
и 
{\displaystyle D:H^{k}(M;\mathbb {Z} _{2})\to H_{n-k}(M;\mathbb {Z} _{2})} (для неориентируемого)
многообразия определяется соответствующим  фундаментальным классом многообразия:
{\displaystyle D(\alpha )=[M]\frown \alpha },
где {\displaystyle \frown } обозначает {\displaystyle \frown }-умножение гомологических и когомологических классов.

## Степень отображения
Пусть {\displaystyle M}, {\displaystyle N} — связные замкнутые ориентированные многообразия одной размерности. 
Если {\displaystyle f:M\to N} — непрерывное отображение, то 
{\displaystyle f_{\ast }[M]=k[N]},
где {\displaystyle f_{\ast }} — индуцированный {\displaystyle f} гомоморфизм (групповых колец),  
а  {\displaystyle k=\deg(f)} — степень отображения {\displaystyle f}.